# Harry Patch
John Henry (Harry) Patch  (17 de junio de 1898-25 de julio de 2009) conocido como "The Last Fighting Tommy", fue un hombre supercentenario, el hombre vivo más anciano de Europa y el último soldado superviviente que combatió en las trincheras de la Primera Guerra Mundial. Patch, junto con Claude Choules, fue uno de los dos últimos supervivientes británicos de la Primera Guerra Mundial y al lado de Frank Buckles y John Babcock, uno de los cuatro restantes en el mundo. 
Fue, con 111 años 38 días, el tercer hombre más viejo del mundo y el más longevo de Europa. Vivió durante el mandato de seis monarquías, veinte primeros ministros y a lo largo de tres siglos. Fue casado y viudo dos veces.
Algunos días después de su muerte, los miembros de la banda británica Radiohead, Thom Yorke y Jonny Greenwood, escribieron una canción en su honor titulada simplemente "Harry Patch (In Memory Of)", cuya letra relata una emboscada enemiga y una persona (Patch) es el único superviviente. Al final el hombre se cuestiona el futuro de la humanidad y no tiene esperanza en que esta busque mejores maneras de resolver sus conflictos.

## Muerte
Patch falleció a las 9 de la mañana el día 25 de julio de 2009, a los 111 años de edad, 38 días. Esto fue también siete días después de la muerte del compañero Henry Allingham, de 113. El Príncipe de Gales llevó homenajes a él, diciendo: El día de hoy nada me podría dar un mayor orgullo que rendirle homenaje a Harry Patch, de Somerset.
Se ofició su funeral en la Catedral de Wells el jueves 6 de agosto del 2009. A las 11:00, las campanadas de la catedral de Well sonaron 111 veces para marcar cada año de su vida.